# Edith von Schottland

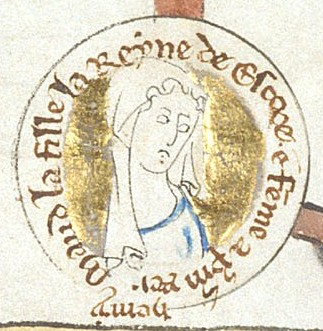
Edith als Königin Matilda (Darstellung aus dem 13. Jahrhundert)

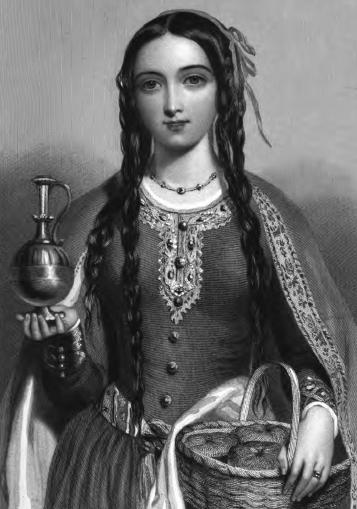
Edith von Schottland (Bild von 1851)

Edith von Schottland oder Matilda von Schottland (* 1080; † 1. Mai 1118) war die erste Ehefrau des englischen Königs Heinrich I. Sie war die älteste Tochter des schottischen Königs Malcolm III. und der heiligen Margareta, und über ihre Mutter mit dem angelsächsischen Königshaus verwandt. Ihre Taufpaten waren Robert Kurzhose und Mathilde von Flandern, der Sohn und die Ehefrau Wilhelms des Eroberers.
Nach ihrer Kindheit am schottischen Hof wurde Edith in die angelsächsischen Klöster Romsey und Wilton gebracht, wo sie eine klassische Ausbildung erhielt. Ihre Tante Christina zwang sie dort dazu, einen Schleier zu tragen, was verschiedene Konflikte nach sich ziehen sollte, da sie nie für eine geistliche Laufbahn bestimmt war. 1093 verließ sie das Kloster, wo sie sich danach aufhielt, ist nicht bekannt.
Im Jahre 1100 heiratete sie Heinrich I. von England und wurde zur englischen Königin gekrönt. Im Vorfeld musste mit einer Untersuchung durch den damaligen Erzbischof Anselm von Canterbury geklärt werden, ob Edith, die sich zu diesem Zeitpunkt bereits Matilda nannte, heiratsfähig war oder ob sie im Kloster das Gelübde abgelegt hatte. Ersteres wurde bewiesen, woraufhin sie heiraten konnte. Sie und Heinrich bekamen zwei Kinder, den früh verstorbenen Thronfolger William Ætheling und die Kaiserin Matilda, die nach dem Tod ihres Bruders Thronfolgerin wurde und um ihr Nachfolgerecht in der sogenannten Anarchie kämpfen musste. Als Königin gründete Matilda II. einige Klöster und unterstützte darüber hinaus weitere religiöse Einrichtungen und Krankenhäuser. Außerdem war sie zeitweise Regentin, wenn der König außer Landes war. Sie galt als fromme und aktive Königin, für die nach ihrem Tod 1118 eine Heiligsprechung angestrebt, letztendlich jedoch nicht durchgeführt wurde.

## Geburt und Abstammung
Edith wurde vermutlich im Spätsommer oder frühen Herbst 1080 als fünftes Kind und erste Tochter des schottischen Königs Malcolm III. und dessen Frau Margareta (auch bekannt als Heilige Margareta) geboren.:9:302 Da ihre Mutter die Enkelin von Edmund Eisenseite und damit eine Nachfahrin von Alfred dem Großen war,:126 gehörte auch Edith der angelsächsischen Dynastie von Wessex an. Auch ihr Name (wie auch die ihrer Brüder) war angelsächsischer Herkunft, die ihre Eltern hervorheben wollten. Vermutlich wurde sie nach der Frau Eduards des Bekenners:10 sowie nach der Heiligen Edith benannt, der ein Kloster in Wilton geweiht ist, in dem die schottische Prinzessin einen Teil ihrer Jugend verbrachte. Die politische Bedeutung ihrer Herkunft spiegelte sich bereits in der Wahl ihrer Taufpaten wider::302 zu diesen wurden Robert Kurzhose, der als Gesandter gerade am schottischen Hof war, sowie dessen Mutter, die damalige englische Königin Mathilde von Flandern.:10

## Kindheit und Jugend
Ihre frühe Kindheit verbrachte sie am schottischen Hof,:10 bevor sie 1086 (als sie vermutlich sechs Jahre alt war) zusammen mit ihrer Schwester Maria nach Romsey kam, wo im selben Jahr ihre Tante Christina Nonne wurde. Innerhalb der folgenden sechs Jahre (wann genau ist nicht bekannt), kam sie nach Wilton. Beide Konvente waren angelsächsische Gründungen:17–19 und hatten bekannte Schulen.:128 Dort erhielt Edith eine klassische Ausbildung, die sie mit vielen römischen Autoren vertraut machte, darunter Ovid und Cicero.:310f
Im Jahre 1093 wurde Edith mit Alain dem Roten verlobt, dem Grafen von Richmond. Zu einer Heirat kam es jedoch nicht. Die genauen Umstände sind nicht eindeutig geklärt. In jedem Fall entführte Alain im August desselben Jahres ein anderes adeliges Mädchen, Gunnhild, aus dem Kloster und starb wenige Monate später (Gunnhild heiratete stattdessen seinen Bruder). Im Jahr ihrer Verlobung mit Alain besuchten zudem sowohl der damalige englische König Wilhelm Rufus und Ediths Vater Malcolm III. den Konvent (ob Romsey oder Wilton wird diskutiert), wo sie Edith verschleiert vorfanden.:21f Edith hatte nie das Gelübde abgelegt, war aber von ihrer Tante Christina, möglicherweise zu dieser Zeit Äbtissin, gezwungen worden, den Schleier zu tragen, als Schutz vor den Normannen.:17f Hieraus sollte in späterer Zeit eine Kontroverse entstehen, ob Edith eine Nonne geworden war (s. u.). Wilhelm Rufus, von dem Hermann von Tournai behauptet, er hätte ebenfalls um Ediths Hand anhalten wollen (vor ihm hätte die Äbtissin das Mädchen schützen wollen), verließ daraufhin das Kloster und sagte ein geplantes Treffen mit Malcolm in Gloucester ab. Ihr Vater hätte ihr, als er sie sah, den Schleier vom Kopf gerissen und gesagt, er würde sie eher mit Alain dem Roten verheiraten als sie eine Nonne werden zu lassen.:21–23 Die Prinzessin war wohl von Anfang an nicht für eine geistige Laufbahn, sondern für eine Heirat bestimmt gewesen.:54 Sie hatte das Kloster bereits wieder verlassen, als Erzbischof Anselm von Canterbury Osmund von Sées, den Bischof von Salisbury, anschrieb, und ihn aufforderte, die Tochter des Königs von Schottland dorthin zurückzubringen.:128f
Es ist nicht gänzlich geklärt, in welcher Reihenfolge diese Ereignisse (die Entführung Gunnhilds sowie die Besuche von Malcolm und Wilhelm) geschahen. Es existieren verschiedene Theorien, weithin akzeptiert wird die These, dass Wilhelm Rufus vor Malcolm im Konvente war und, da er selbst um Ediths Hand anhalten wollte, bei ihrem verschleierten Anblick das Kloster verließ und deshalb das Treffen mit Malcolm absagte. Allerdings wird diese Meinung auch teilweise angezweifelt.
Nachdem sie das Kloster verlassen hatte, verlieren sich zunächst ihre Spuren. Ihr Vater und Bruder Eduard starben 1093, drei Tage darauf ihre Mutter Margareta, und es ist nicht klar, wo sich Edith danach aufhielt. Eine Möglichkeit wäre, laut Green, dass sie zusammen mit ihrer Schwester Maria in Südengland war.:54 Huneycutt zieht in Erwägung, sie könnte sich in Wilton oder am englischen Hof aufgehalten haben, wobei sie in ersterem Fall vermutlich keinen Schleier mehr getragen hätte.:25 In diese Zeit fällt auch ein abgelehnter Heiratsantrag Wilhelms II. von Warenne, dem Grafen von Surrey. Möglicherweise standen Edith und ihr späterer Ehemann Heinrich zu dieser Zeit bereits in Kontakt zueinander (s. u.).:54, 324

## Heirat mit Heinrich I.
Nachdem Heinrich I. im Jahr 1100 den Thron bestiegen hatte, sah er sich nach einer Ehefrau um, und seine Wahl fiel auf Edith.:126:53 Da sie aber während ihrer Ausbildungszeit im Kloster verschleiert gesehen worden war, gab es nun eine Auseinandersetzung darüber, ob sie bereits das Gelübde abgelegt hatte oder nicht.:128 Anselm von Canterbury, der im September 1100 nach einem langen Exil nach England zurückgekehrt war:118 untersuchte den Fall. Edith suchte ihn selbst auf und erklärte, wie ihre Tante sie dazu gezwungen hatte den Schleier zu tragen und dass sie niemals Nonne geworden war. Anselm berief daraufhin eine Synode in Lambeth Palace ein, um die Legalität der vorgesehenen Ehe zu prüfen, wo Edith ebenfalls noch einmal aussagte.:55f Außerdem ließ er Untersuchungen in Wilton durchführen, wo sich keine Gegenbeweise für die Berichte der Prinzessin fanden.:28f Sowohl diese wie auch die Synode (bei der er nicht anwesend war) kamen zu dem Schluss, dass Edith keine Nonne geworden sei.:56 Bei der Synode wurde auch ein Brief von Lanfrank von Bec erwähnt, in dem er sich dafür aussprach, dass angelsächsische Frauen, die in Klöstern Zuflucht vor den Normannen gesucht hatten, nicht gezwungen werden könnten, Nonnen zu werden, und weiterhin heiratsfähig blieben. Schließlich entschied Anselm sich dafür, das Paar zu trauen, allerdings erfragte er am Tage der Hochzeit, dem 11. November 1100, vor der Kirche von Westminster Abbey die Meinung des Volkes zu der Verbindung, wobei er die Vorfälle und den Prozess im Vorfeld schilderte. Erst als sich niemand dagegen aussprach, wurde die Trauung durchgeführt.:29
Edith wurde zu Matilda II. von England gekrönt.:130 Wann sie den Namen Matilda annahm, ist umstritten. Ein Vorschlag lautete, dass sie den Namen bereits bei ihrer Taufe bekam, nach ihrer Patin Mathilde von Flandern. Allerdings ist, so legte Huneycutt dar, Edith tatsächlich ihr Geburtsname.:26 Tyler schreibt, Matilda sei ihr „verheirateter Name“.:302 Hollister und Huneycutt erklären, dass sie sich bereits zuvor Matilda nannte und dass es nicht bekannt wäre, wann sie begonnen hat, sich so zu nennen.:26:126
Edith (bzw. Matilda) und Heinrich scheinen sich bereits eine Zeit lang vor der Hochzeit gekannt zu haben, manche Quellen gingen sogar von einer Liebesheirat aus.:27 Tatsächlich argumentiert Hollister, dass Edith ein starkes Interesse an der Heirat gehabt haben muss, da sie auf Anselm zuging und sich dafür einsetzte, Heinrich heiraten zu dürfen.:129 Neben der persönlichen Beziehung gab es jedoch auch eine politische Komponente, welche vermutlich eine größere Rolle spielte::27 Durch ihre Mutter war Edith Nachkommin des englischen Königs Edmund II. und somit Alfreds des Großen aus der alten Familie der Könige von Wessex (s. o.).:126 Ihre Abstammung hatte mehrere Vorteile für Heinrich, denn mit ihren Nachkommen würden die normannische und die angelsächsische Dynastie vereint:302 was auch Heinrichs Dynastie, die noch nicht lange auf dem englischen Thron war, zusätzlich legitimierte.:7 Zudem würden England und Schottland politisch näher zusammenrücken, da drei von Ediths Brüdern schottische Könige wurden und in deren Regierungszeit die Beziehungen zwischen den beiden Ländern gut waren. Außerdem, so merkte Hollister an, hatte Heinrich in seinem Krönungsschwur gelobt, das alte angelsächsische Recht wiederherzustellen, was die Heirat mit Edith noch unterstrich.:112, 126

## Nachkommen
Heinrich und Matilda bekamen zwei Kinder:
1. Matilda, * um 7. Februar 1102
2. William Ætheling, * vor 23. November 1103

Es wurde diskutiert, ob es vor der Geburt Matildas schon zu einer Totgeburt im Sommer 1101 gekommen war, jedoch wird dies mittlerweile angezweifelt. So argumentiert Chibnall, dass in einem solchen Falle zu wenig Zeit zwischen den beiden Schwangerschaften geblieben wäre, weswegen die Totgeburt unwahrscheinlich sei.:9 Zwei Jahre nach dem Tod von Matilda starb ihr Sohn beim Untergang des Weißen Schiffs, so dass die englische Thronfolge nicht mehr gesichert war. Infolgedessen brach nach dem Tod Heinrichs I., der trotz einer zweiten Heirat keinen Sohn mehr zeugte, ein Bürgerkrieg aus.:303

## Königin Matilda II.
Matilda hielt vorwiegend in Westminster Hof, begleitete ihren Ehemann aber auch auf seinen Reisen wohl auch in die Normandie.:58 Ihr Hof bestand weitgehend aus Musikern, Dichtern und Gelehrten, sie selbst war gut gebildet (s. o.).:130 Sie verfügte über einen eigenen Haushalt:57f und über mehrere Ländereien, aus denen sie Einkommen bezog und über die sie juristische Macht ausübte. Viele ihrer Nachfolgerinnen auf dem englischen Thron taten dies bereits nicht mehr:60–69 und schon die zweite Frau von Heinrich galt als weniger aktive Königin.:130 Ein Beispiel für ihre Handlungsfähigkeit war, dass sie nicht nur ihren Ehemann begleitete, wie oben geschildert, sondern ihn teilweise auch vertrat, wenn er außer Landes war:140 und so z. B. in Heinrichs Abwesenheit dem Exchequer Court vorsaß. Außerdem galt sie als Förderin der Literatur:130 und der Kirche, zudem war sie bekannt für ihre Frömmigkeit. So gründete sie bspw. 1107 oder 1108 die Augustinerpriorei Holy Trinity in Aldgate, London, stiftete außerdem ein Krankenhaus für Leprakranke, das St. Giles gewidmet war, und unterstützte mindestens ein weiteres Haus in Chichester. Was ihre persönliche Frömmigkeit anbelangt, so schreibt Wilhelm von Malmesbury, sie sei in der Fastenzeit barfuß zur Kirche gegangen und habe Kranken die Füße geküsst.:66, 105f Ihr „spiritueller Ratgeber“ war Anselm von Canterbury:58 mit dem sie engen Briefkontakt hielt.,:309 Zu Beginn ihrer Regentschaft ließ sie zudem den Mönch Turgot die Vita Sanctae Margaretae verfassen, eine Heiligenvita über das Leben ihrer Mutter,:10 die wohl auch als eine Art Handbuch für eine gute Regentschaft dienen sollte.:10 Zeitweise wurde auch für Matilda eine Heiligsprechung angestrebt, sie wurde jedoch nie umgesetzt.:146f
Nach ihrem Tod am 1. Mai 1118 blieb sie ihren Untertanen als „Good Queen Maud“ in Erinnerung.:138,140 Drei Jahre nach ihrem Tod heiratete Heinrich – der zwei eheliche und mindestens zwanzig uneheliche Kinder hatte – ein zweites Mal.:5168f, 322f